# (91022) 1998 DV31
1998 دي في 31 (ويعرف أيضًا باسم (91022) 1998 دي في 31 وفق تسمية الكوكب الصغير) (بالإنجليزية: 1998 DV31)‏ هو كويكب ضمن حزام الكويكبات؛ وترتيبه 91022 من حيث الاكتشاف.
اكتُشف هذا الجُرم الفلكي بواسطة هيروشي كانيدا في 19 فبراير 1998.

## وصلات خارجية
- (91022) 1998 DV31 في قاعدة بيانات مختبر الدفع النفاث لأجرام النظام الشمسي الصغيرة

- الاكتشاف · مخطط المدار ·  العناصر المدارية · المعلمات المادية

- (91022) 1998 DV31 على موقع ويكي سكاي: DSS2, SDSS, GALEX, IRAS, Hydrogen α, X-Ray, Astrophoto, Sky Map, Articles and images